# Virgin Valley Heritage Museum
Le Virgin Valley Heritage Museum – autrefois Desert Valley Museum – est un musée américain à Mesquite, dans le comté de Clark, au Nevada. Il est abrité dans un bâtiment construit dans le style Pueblo Revival en 1940 et qui a d'abord servi de bibliothèque puis d'hôpital, notamment. Il y a lui-même ouvert le 23 mai 1985 et l'édifice est inscrit au Registre national des lieux historiques depuis le 24 octobre 1991.